# Canon PowerShot G5 X
G16
Le Canon PowerShot G5 X est un appareil photographique numérique compact annoncé par Canon le 13 octobre 2015. Il remplaçait le PowerShot G16 avec l'introduction d'un capteur 1" et d'un viseur électronique. Il est équipé du processeur d'images DIGIC 6. Il s'agit plus ou moins du G7 X auquel on a rajouté un viseur électronique. Son apparence est voisine de celle d'un appareil reflex, le viseur étant placé au centre.